# Гьоро Арсов
Гьоро (Геро) Арсов, известен и като Гьоре Люботенски, е български революционер, четник, деец на Вътрешната македонска революционна организация.

## Биография
Гьоре Арсов е роден в 1876 година в щипското село Люботен, тогава в Османската империя, днес в Северна Македония. Влиза във ВМОРО, през 1908 година е четник при Стоян Мишев.
През Балканската война е доброволец в Македоно-одринското опълчение, в четата на Иван Бърльо и по-късно в 1-ва рота на 2-ра Скопска дружина.
През декември 1924 година на Скопския окръжен конгрес е избран за запасен делегат за Общия конгрес на ВМРО.